# Tridactyle
Tridactyle é um género botânico pertencente à família das orquídeas (Orchidaceae).

## Espécies
1. Tridactyle anthomaniaca (Rchb.f.) Summerh., Kew Bull. 3: 284 (1948)
2. Tridactyle armeniaca (Lindl.) Schltr., Beih. Bot. Centralbl. 36(2): 143 (1918)
3. Tridactyle aurantiopunctata P.J.Cribb & Stévart, Kew Bull. 59: 201 (2004)
4. Tridactyle bicaudata (Lindl.) Schltr., Orchideen: 602 (1914) - espécie tipo
5. Tridactyle brevicalcarata Summerh., Kew Bull. 3: 295 (1948)
6. Tridactyle brevifolia Mansf., Notizbl. Bot. Gart. Berlin-Dahlem 11: 1063 (1934)
7. Tridactyle citrina P.J.Cribb, Kew Bull. 32: 183 (1977)
8. Tridactyle crassifolia Summerh., Kew Bull. 3: 285 (1948)
9. Tridactyle cruciformis Summerh., Kew Bull. 3: 293 (1948)
10. Tridactyle eggelingii Summerh., Kew Bull. 3: 289 (1948)
11. Tridactyle exellii P.J.Cribb & Stévart, Kew Bull. 59: 195 (2004)
12. Tridactyle filifolia (Schltr.) Schltr., Beih. Bot. Centralbl. 36(2): 144 (1918)
13. Tridactyle fimbriatipetala (De Wild.) Schltr., Beih. Bot. Centralbl. 36(2): 144 (1918)
14. Tridactyle flabellata P.J.Cribb, in Fl. Trop. E. Afr., Orchid.(3): 617 (1989)
15. Tridactyle furcistipes Summerh., Kew Bull. 3: 300 (1948)
16. Tridactyle fusifera Mansf., Repert. Spec. Nov. Regni Veg. 36: 63 (1934)
17. Tridactyle gentilii (De Wild.) Schltr., Beih. Bot. Centralbl. 36(2): 145 (1918)
18. Tridactyle inaequilonga (De Wild.) Schltr., Beih. Bot. Centralbl. 36(2): 145 (1918)
19. Tridactyle inflata Summerh., Kew Bull. 3: 291 (1948)
20. Tridactyle lagosensis (Rolfe) Schltr., Beih. Bot. Centralbl. 36(2): 145 (1918)
21. Tridactyle latifolia Summerh., Kew Bull. 3: 298 (1948)
22. Tridactyle laurentii (De Wild.) Schltr., Beih. Bot. Centralbl. 36(2): 145 (1918)
23. Tridactyle lisowskii (Szlach.) Szlach. & Olszewski, in Fl. Cameroun 36: 716 (2001)
24. Tridactyle minuta P.J.Cribb, in Fl. Trop. E. Afr., Orchid.(3): 612 (1989)
25. Tridactyle muriculata (Rendle) Schltr., Beih. Bot. Centralbl. 36(2): 146 (1918)
26. Tridactyle nalaensis (De Wild.) Schltr., Beih. Bot. Centralbl. 36(2): 147 (1918)
27. Tridactyle nigrescens Summerh., Kew Bull. 3: 288 (1948)
28. Tridactyle oblongifolia Summerh., Kew Bull. 3: 286 (1948)
29. Tridactyle pentalobata P.J.Cribb & Stévart, Kew Bull. 59: 202 (2004)
30. Tridactyle phaeocephala Summerh., Kew Bull. 3: 292 (1948)
31. Tridactyle sarcodantha Mansf., Notizbl. Bot. Gart. Berlin-Dahlem 11: 1063 (1934)
32. Tridactyle scottellii (Rendle) Schltr., Beih. Bot. Centralbl. 36(2): 147 (1918)
33. Tridactyle stevartiana Geerinck, Taxonomania 2: 7 (2001)
34. Tridactyle stipulata (De Wild.) Schltr., Beih. Bot. Centralbl. 36(2): 147 (1918)
35. Tridactyle tanneri P.J.Cribb, Kew Bull. 34: 338 (1979)
36. Tridactyle thomensis P.J.Cribb & Stévart, Kew Bull. 59: 199 (2004)
37. Tridactyle translucens Summerh., Kew Bull. 3: 290 (1948)
38. Tridactyle tricuspis (Bolus) Schltr., Bot. Jahrb. Syst. 53: 601 (1915)
39. Tridactyle tridactylites (Rolfe) Schltr., Beih. Bot. Centralbl. 36(2): 148 (1918)
40. Tridactyle tridentata (Harv.) Schltr., Bot. Jahrb. Syst. 53: 603 (1915)
41. Tridactyle trimikeorum Dare, Excelsa 19: 84 (1999)
42. Tridactyle truncatiloba Summerh., Kew Bull. 3: 297 (1948)
43. Tridactyle unguiculata Mansf., Notizbl. Bot. Gart. Berlin-Dahlem 11: 1064 (1934)
44. Tridactyle vanderlaaniana Geerinck, Bull. Jard. Bot. Natl. Belg. 60: 190 (1990)
45. Tridactyle verrucosa P.J.Cribb, Kew Bull. 40: 415 (1985)
46. Tridactyle virginea P.J.Cribb & la Croix, in Fl. Trop. E. Afr., Orchid.(3): 614 (1989)
47. Tridactyle virgula (Kraenzl.) Schltr., Beih. Bot. Centralbl. 36(2): 148 (1918)